# Petr I. Kyperský
Petr I. Kyperský (9. říjen 1328, Nikósie - 17. leden 1369 Nikósie) byl druhý syn krále Huga IV. Kyperského, kyperský král a titulární král Jeruzaléma.
Králem se stal po abdikaci svého otce v listopadu 1358. Slavil určité vojenské úspěchy, nicméně mnoho jeho plánů se nenaplnilo kvůli vnitrostátním sporům. Ty kulminovaly v královo zavraždění třemi jeho rytíři v roce 1369.